# Lijst van gemeentelijke monumenten in Mook en Middelaar
De gemeente Mook en Middelaar kent 12 gemeentelijke monumenten. Hieronder een overzicht.

## Molenhoek
De plaats Molenhoek kent 5 gemeentelijke monumenten:
| Object                                    | Bouwjaar | Architect                | Locatie           | Coördinaten                   | Nr.          | Afbeelding                                |
| ----------------------------------------- | -------- | ------------------------ | ----------------- | ----------------------------- | ------------ | ----------------------------------------- |
| Woning                                    |          |                          | Heumensebaan 3    | 51° 46' 13" NB, 5° 52' 50" OL | 0944/wikinr1 | Woning                                    |
| Woning Linquenda                          | 1919     | M. van der Heyden, Vught | Stationsstraat 79 | 51° 46' 6" NB, 5° 52' 40" OL  | 0944/wikinr2 | Woning Linquenda                          |
| O.L. Vrouw van Zeven Smartenkerk en kapel | 1934     | J. Franssen              | Stationsstraat 62 | 51° 46' 2" NB, 5° 52' 30" OL  | 0944/wikinr3 | O.L. Vrouw van Zeven Smartenkerk en kapel |
| Woning                                    | ca. 1930 |                          | Stationsstraat 33 | 51° 45' 59" NB, 5° 52' 18" OL | 0944/wikinr4 | Woning                                    |
| Woning                                    | 1912     | C. Elbers                | Rijksweg 19       | 51° 45' 42" NB, 5° 52' 15" OL | 0944/wikinr5 | Woning                                    |

## Mook
De plaats Mook kent 6 gemeentelijke monumenten:
| Object                            | Bouwjaar | Architect | Locatie         | Coördinaten                   | Nr.           | Afbeelding        |
| --------------------------------- | -------- | --------- | --------------- | ----------------------------- | ------------- | ----------------- |
| Maaspeil                          |          |           | Maasdijk        | 51° 45' 21" NB, 5° 52' 27" OL | 0944/wikinr6  | Upload foto       |
| Calvarieberg                      |          |           | RK Kerkhof      | 51° 45' 3" NB, 5° 52' 53" OL  | 0944/wikinr7  | Calvarieberg      |
| Oorlogsmonument Mook War Cemetery |          |           | Groesbeekseweg  | 51° 45' 29" NB, 5° 53' 38" OL | 0944/wikinr8  | Meer afbeeldingen |
| Woning                            |          |           | Kerkstraat 8-10 | 51° 44' 60" NB, 5° 52' 54" OL | 0944/wikinr9  | Woning            |
| Woning                            | 1750     |           | Kerkstraat 5-7  | 51° 45' 1" NB, 5° 52' 54" OL  | 0944/wikinr10 | Woning            |
| Woning                            |          |           | Rijksweg 189    | 51° 44' 46" NB, 5° 53' 46" OL | 0944/wikinr11 | Upload foto       |

## Plasmolen
De plaats Plasmolen kent 1 gemeentelijk monument:
| Object                     | Bouwjaar | Architect | Locatie        | Coördinaten                   | Nr.           | Afbeelding                 |
| -------------------------- | -------- | --------- | -------------- | ----------------------------- | ------------- | -------------------------- |
| Maria Sterre der Zee kapel | 1955     |           | Riethorsterweg | 51° 44' 14" NB, 5° 54' 46" OL | 0944/wikinr12 | Maria Sterre der Zee kapel |